# Sarcochilus hartmannii
Sarcochilus hartmannii är en orkidéart som beskrevs av Ferdinand von Mueller. Sarcochilus hartmannii ingår i släktet Sarcochilus och familjen orkidéer. Inga underarter finns listade i Catalogue of Life.

## Bildgalleri

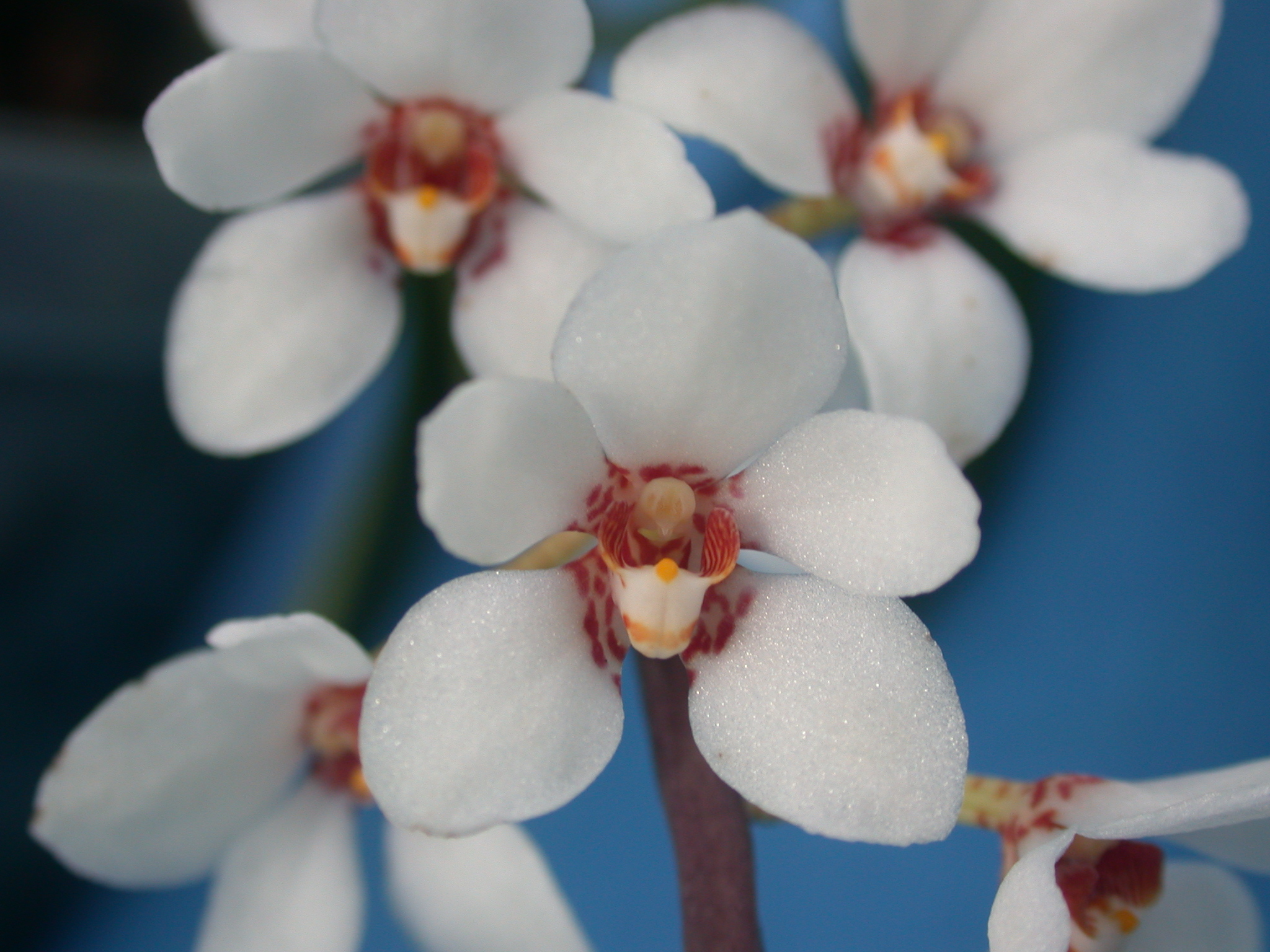
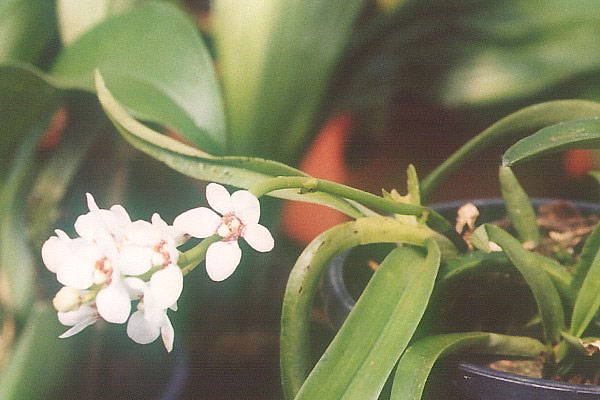
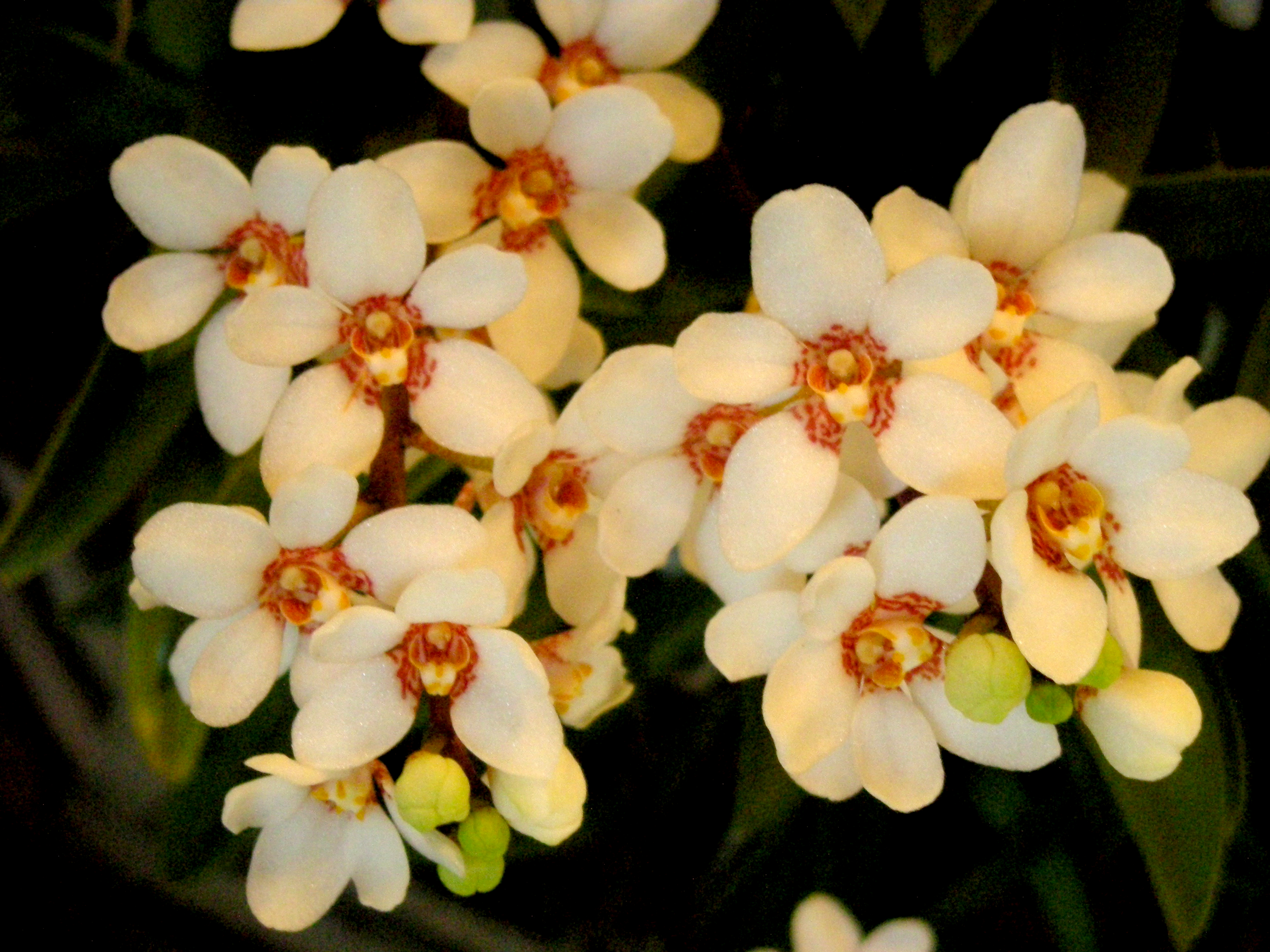
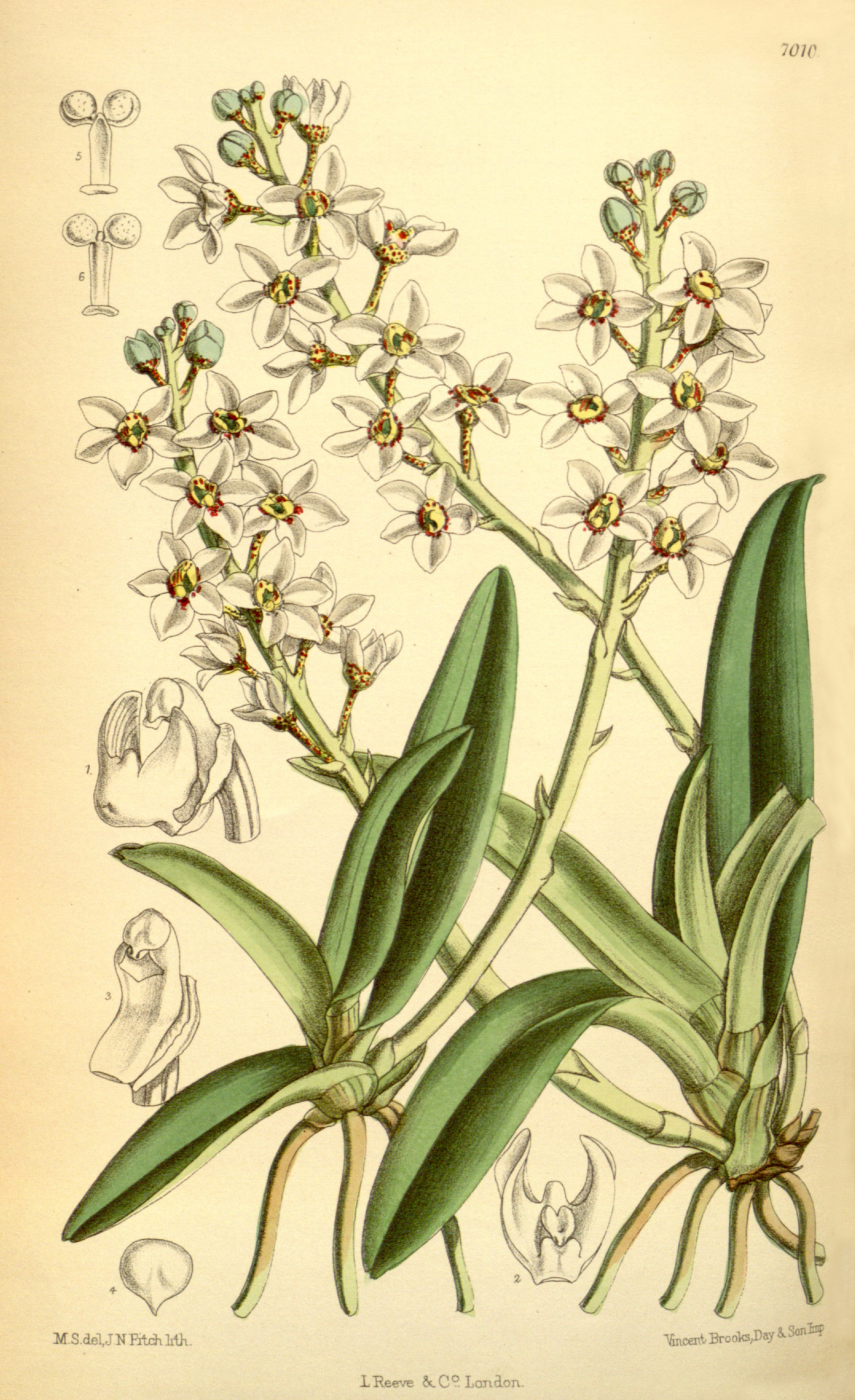
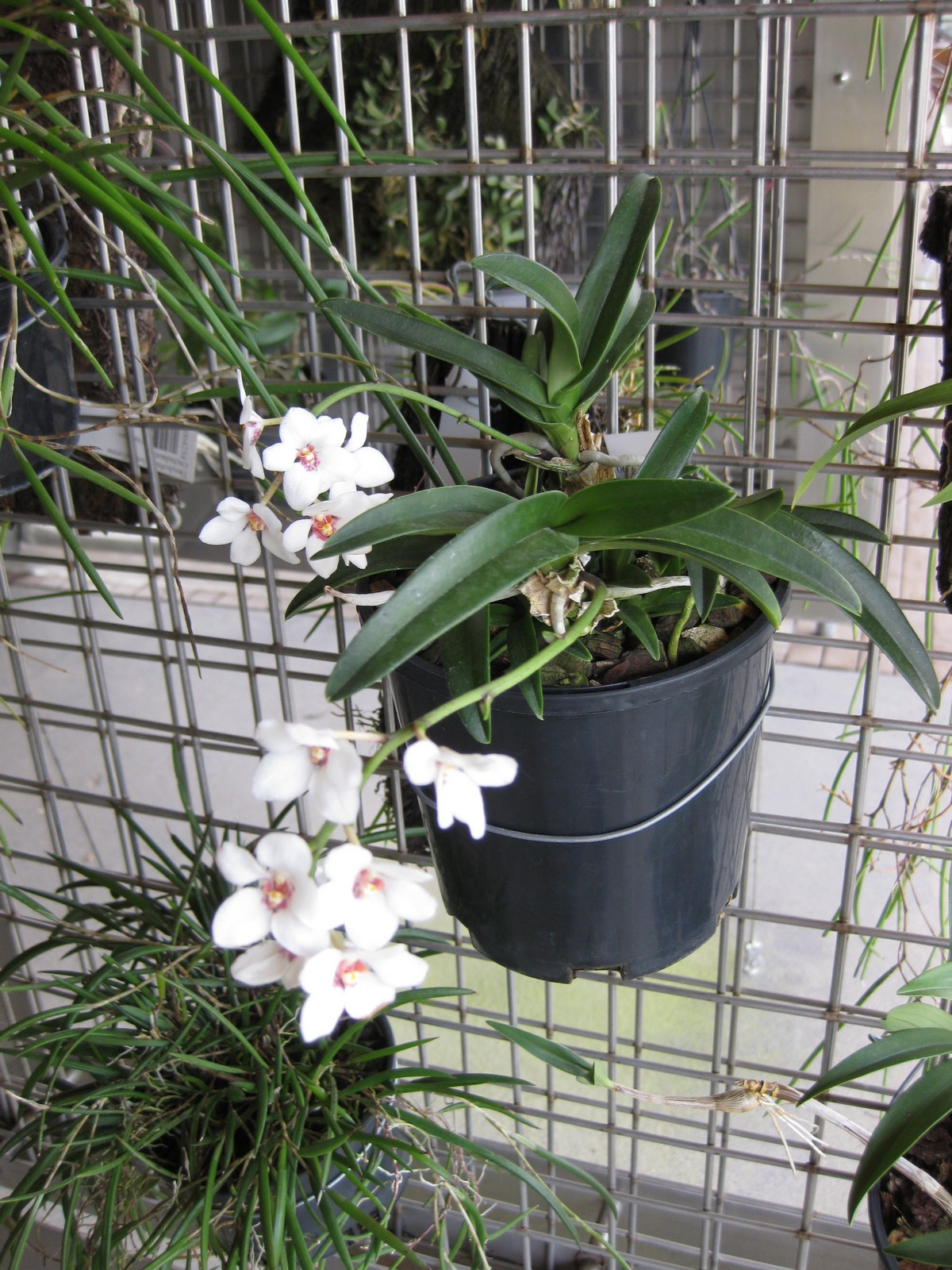
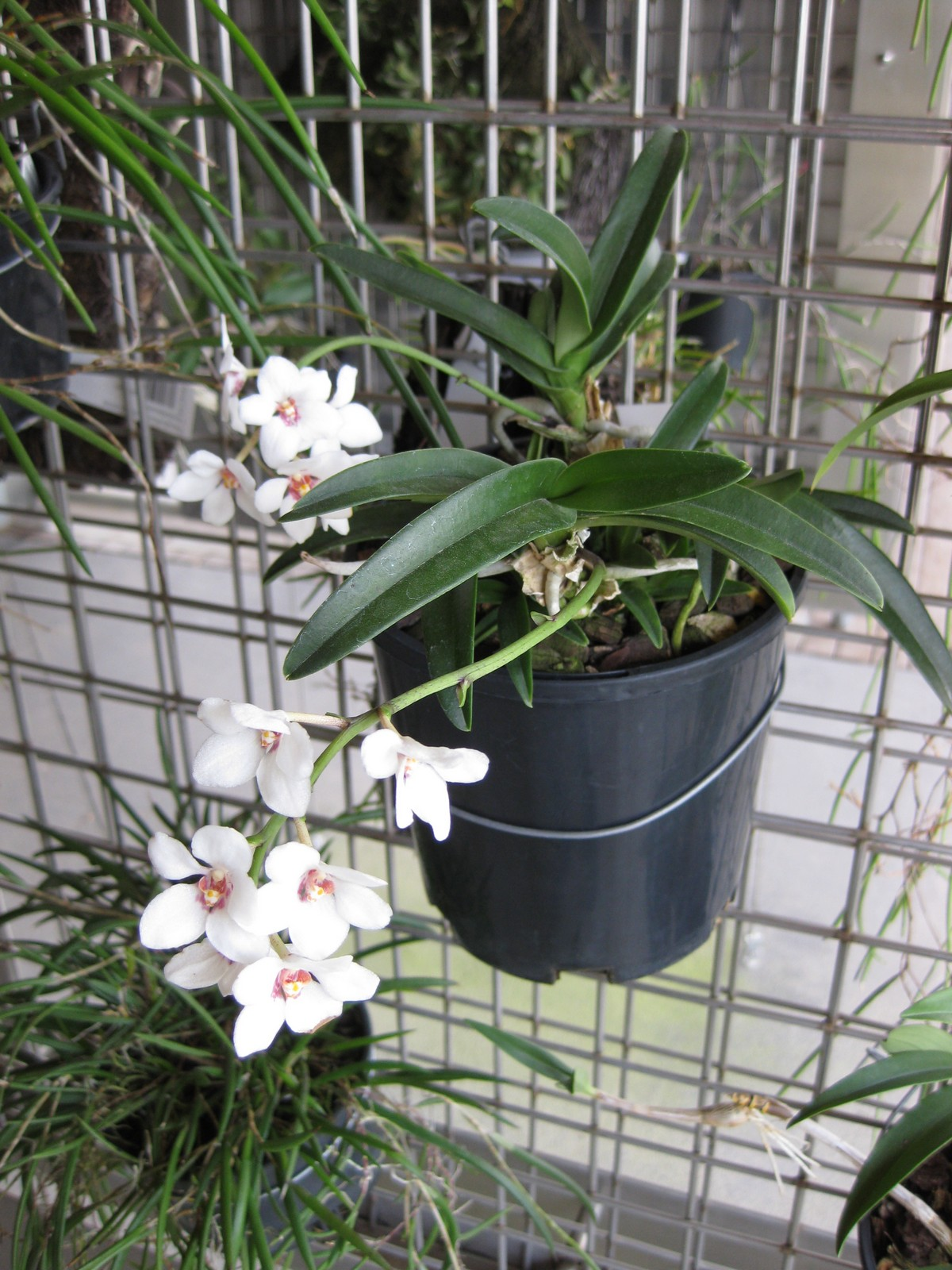